# Lény Sellam
Lény Sellam, né en 1973 à Marseille est un acteur français.

## Biographie
Il a suivi une formation au cours Florent (1990-1993), puis aux Enfants Terribles (1992-1994) et à l'Actor’s studio (1994-1995).

## Carrière

### Théâtre
- 1988 :  La Famille Williams from Tennessee mise en scène de Schula Siegfried
- 1993-1994 : Nathan le Sage d'Ibrahim Lessing, mise en scène par Alexander Lang à la Comédie-Française.
- 1994 : Véronique d'André Messager, mise en scène par Olivier Médicus
- 1996 : L’embarras du choix d'Henri Duroure, mise en scène par Pascal Esman
- 1997 : Reprise de Nathan le Sage d'Ibrahim Lessing, mise en scène par Alexander Lang à la Comédie-Française.
- 1998 : Mort de rire d'Henri-Paul Korchia, mise en scène par l'auteur.
- 1998 : C'est tout Blier de Bertrand Blier, mise en scène par Henri-Paul Korchia.
- 1999 : Paul et Mickey d'Henri-Paul Korchia, mise en scène par l'auteur.
- 2005 : Pylade de Pier Paolo Pasolini, mise en scène par Francine Eymery.
- 2009 : Guerre et Pub de Maxime Giaccometti, mise en scène Maxime Giaccometti.
- 2010 - 2011 : Mankrait plus Ki neige de Fabrice Raspati et Lény Sellam, mise en scène Bruno Deleu.

### Cinéma
- 2010 : Un balcon sur la mer de Nicole Garcia
- 2017 : L'Atelier de Laurent Cantet

### One Man Show
- 2005 - 2007 : Les marseillades
- 2010 - 2018 : Des maux en l'ère  de Jean-Louis Moro

Ce spectacle a reçu de très nombreux prix dans les festivals d'humour les plus réputés (Grand Prix du Festival d'Humour de Vienne, Prix du Jury et du Public aux Eclats d'Humour de Chalon s/Saône, Prix du Jury Festival de Brignoles, vainqueur des Duels pour Rire au Printemps du Rire de Toulouse, etc.)[réf. souhaitée].

### Télévision
- 1993 : Parpaillon de Luc Moullet : L'ami du maillot diable
- 2003 : Frank Riva (Saison 1 - épisode 2 : La croix étoilée) : Le Capitaine
- 2004 : Sous le soleil (Saison 9)
- 2004 : Mes deux maris d'Henri Helman
- 2005 : Le brasier de Arnaud Sélignac : Christian Baron
- 2005 : Carla Rubens de Bernard Uzan
- 2005 : Plus belle la vie (saison 1 - épisode 176) : motard
- 2006 : Sous le soleil (Saison 11)
- 2006 : Louis la Brocante
- 2006 : Une femme d'honneur (Saison 1 - épisode 35 : Ultime thérapie) : Planton de gendarmerie
- 2007 : Les Zygs, le secret des disparus de Jacques Fansten
- 2008 : Mafiosa, le clan d'Éric Rochant (Saison 2 - épisode 2) : Flic Dakota
- 2009 : Les Toqués de Patrick Malakian (Pilote) : Le pompier
- 2009 : Action spéciale douanes (toute la saison) : Christian Dastier
- 2011 - 2012 : Plus belle la vie, Réal : Philippe Carrese (saison 8) : Florent
- 2011 : On n'demande qu'à en rire émission de Laurent Ruquier sur France 2
- 2011 : Yann Piat, chronique d'un assassinat d'Antoine de Caunes: Maldéric
- 2013 : Camping Paradis, Réal : Philippe Proteau,
- 2013 : Caïn (saison 2), Réal : Benoit d’Aubert, France Télévision
- 2014 : Section de recherches (Saison 9 - épisode 1), Réal : Gérard Marx : Sylvain Marchat
- 2014-15 : The Last Panters (saison 1), Réal : Johan Renck
- 2018 : Plus belle la vie (saison 14) : Commandant Nerval
- 2019 : Camping Paradis : Le père de Damien
- 2021 : Alex Hugo, (Saison 7 épisode 1 La voie de l'esprit) : homme au village

## Récompenses
Spectacle « Des maux en l’ère » de Jean-Louis Moro
- Prix du Jury et du Public aux Éclats d’Humour de Chalon s/Saône 2010
- Prix du Jury Festival de Brignoles 2010
- Vainqueur du 5e Festival d’Humour de Saint-Raphaël 2010
- Vainqueur des Duels pour Rire au Printemps du Rire de Toulouse 2010
- Grand prix du Jury et des techniciens Festival d’Humour de Vienne 2011
- Prix du Jury et Prix du Public Festival Chalon-sur-Saône 2011